# (1509) Esclangona
(1509) Esclangona – planetoida należąca do wewnętrznej części pasa głównego.

## Odkrycie
Planetoida została odkryta 21 grudnia 1933 roku w Observatoire de Nice przez André Patry. Nazwa planetoidy pochodzi od Ernesta Esclangona (1876–1954), francuskiego astronoma. Przed nadaniem nazwy planetoida nosiła oznaczenie tymczasowe (1509) 1938 YG.

## Orbita
Orbita (1509) Esclangona nachylona jest do płaszczyzny ekliptyki pod kątem 22,32°. Na jeden obieg wokół Słońca ciało to potrzebuje 2 lat i 201 dni, krążąc w średniej odległości 1,87 au. od Słońca.

## Właściwości fizyczne
(1509) Esclangona ma średnicę około 12 km. Jej albedo wynosi około 0,23, a jasność absolutna to 12,64m. Jej okres obrotu wokół własnej osi wynosi 2 godziny 38 minut.

## Podwójność planetoidy
13 lutego 2003 roku W.J. Merline, L.M. Close, P.M. Tamblyn, F. Menard, C.R. Chapman, C. Dumas, G. Duvert, W.M. Owen, D.C. Slater oraz M.F. Sterzik odkryli w towarzystwie 1509 Esclangona księżyc o średnicy szacowanej na 4 km. Obiega on Esclangonę w czasie najprawdopodobniej 20 dni, w odległości ok. 140 km.
Drugi składnik układu został tymczasowo oznaczony S/2003 (1509) 1.